# Agón
Agón – gmina w Hiszpanii, w prowincji Saragossa, w Aragonii, o powierzchni 18,52 km². W 2011 roku gmina liczyła 167 mieszkańców.